# جان اسپرو
جان اسپرو (انگلیسی: John Speraw؛ زادهٔ ۱۸ اکتبر ۱۹۷۱) مربی والیبال اهل ایالات متحده آمریکا است.
اسپراو از سال ۲۰۱۳ سرمربی تیم ملی آمریکا شد. وی پیش از آن دستیار مک کاچن و آلن نایپ سرمربیان قبلی آمریکا بود و در این سمت طلای المپیک ۲۰۰۸ پکن و نقره لیگ جهانی ۲۰۱۲ را نیز به دست آورد.
این مربی که متولد کالیفرنیاست، یک سال پس از انتخاب به عنوان سرمربی تیم ملی آمریکا، این تیم را به مدال طلای لیگ جهانی رساند. علاوه بر قهرمانی در لیگ جهانی ۲۰۱۴، برنز لیگ جهانی ۲۰۱۵ و طلای جام جهانی ۲۰۱۵ دیگر افتخارات مهمی است که اسپرا توانسته به عنوان سرمربی تیم ملی آمریکا به دست بیاورد.
وی فارغ‌التحصیل رشته میکروبیولوژی و ژنتیک مولکولی از دانشگاه کالیفرنیا، لس‌آنجلس است.